# Je n'ai pas changé
Singles de Julio Iglesias
Où est passée ma bohème
(1979) Hey!
(1980)
Pistes de À vous les femmes
Les Traditions Moi je t'aime
Je n'ai pas changé est une chanson du chanteur espagnol Julio Iglesias parue sur l'album À vous les femmes (1979) et sortie en tant que troisième et dernier single de l'album au début de 1980,. C'est la version française de No vengo ni voy, chanson écrite par le compositeur argentin Dino Ramos (es) et également interprétée en espagnol par Julio Iglesias, précédemment parue sur son album Emociones (1978). Le texte espagnol est très différent de la version française, puisque le chanteur explique qu'il lui est égal de vivre ou mourir car personne ne l'attend nulle part. 
Dans les pays francophones, Je n'ai pas changé est l'une des chansons emblématiques de Julio Iglesias. Elle est également devenue un tube et un symbole de la culture populaire[réf. souhaitée]. Le 45 tours s'est écoulé à plus de 300 000 exemplaires en France en 1980.

## Contexte et enregistrement
En 1979, pour l'enregistrement de son prochain album francophone À vous les femmes, Julio Iglesias souhaite que Claude Lemesle écrive les paroles des chansons. Lemesle travaille finalement sur trois textes pour l'album, dont celui de la chanson No vengo ni voy, parue précédemment sur l'album Emociones de 1978 et qui devient Je n'ai pas changé. Pour les paroles, Claude Lemesle veille particulièrement à utiliser des mots que Julio Iglesias puisse prononcer avec son accent espagnol,. Julio Iglesias enregistre la chanson en studio au printemps 1979.

## Sortie et promotion
Le 45 tours de Je n'ai pas changé est sorti en janvier 1980,. Pour promouvoir la chanson, Julio Iglesias l'interprète notamment dans l'émission Numéro un du 26 janvier 1980 qui lui est consacré.

## Dans la culture populaire
En 1983, dans le film Papy fait de la résistance réalisé par Jean-Marie Poiré, le maréchal Ludwig von Apfelstrudel, interprété par Jacques Villeret, chante cette chanson avec un fort accent allemand, ce qui va à l'opposé de Julio Iglesias connu pour son fort accent espagnol. Ceci est d'ailleurs un anachronisme volontaire, cette chanson n'étant apparue que bien longtemps après le contexte historique du film.
Dans la bande dessinée Les Femmes en blanc[Quand ?], une infirmière montre à une femme enceinte que son bébé peut entendre les sons extérieurs et réagir à ceux-ci. Elle finit par lui passer Je n'ai pas changé et la femme a presque immédiatement des contractions, accouchant ensuite d'un bébé fille prématuré. L'infirmière explique l'incident par le fait que Julio Iglesias avait toujours eu du succès auprès de la gent féminine.

## Titres du single
| A. | Je n'ai pas changé (No vengo ni voy) | 3:29 |
| B. | Moi je t'aime (Summer Love)          | 3:19 |

## Crédits
- Julio Iglesias – chant, paroles
- Claude Lemesle – adaptation
- Dino Ramos – musique
- Ramón Arcusa – arrangements, chef d'orchestre, producteur

Adaptés du livret de l'album À vous les femmes.

## Classements
| Classement (1980)   | Meilleure position |
| ------------------- | ------------------ |
| Europe (Europarade) | 26                 |
| France (IFOP)       | 5                  |

| Classement (1980) | Position |
| ----------------- | -------- |
| France (IFOP)     | 32       |

| Classement (2012)                          | Meilleure position |
| ------------------------------------------ | ------------------ |
| Belgique (Wallonie Back Catalogue Singles) | 4                  |

## Reprises
Charlélie Couture a repris cette chanson sur son album Trésors cachés et perles rares (2020).